# Maria z Saksonii-Weimaru-Eisenach
Maria Luiza Aleksandra (ur. 3 lutego 1808 w Weimarze, zm. 18 stycznia 1877 w Berlinie) – córka Karola Fryderyka, wielkiego księcia Sachsen-Weimar-Eisenach (1783–1853) z Wettynów i rosyjskiej wielkiej księżnej Marii Pawłownej (1786–1859) z Romanowów; wnuczka cara Pawła I.

## Małżeństwo i dzieci
Wyszła za mąż za księcia Karola Pruskiego (1801–1883). Ślub odbył się 26 maja 1827 w Charlottenburgu. Mieli trójkę dzieci:
- księcia Fryderyka Karola Pruskiego (ur. 1828);
- księżniczkę Luizę Pruską (ur. 1829);
- księżniczkę Annę Pruską (ur. 1836).

## Odznaczenia
Do 1874:
- Order Luizy I Klasy (Prusy)
- Krzyż Zasługi dla Kobiet i Dziewcząt (Prusy)
- Order Świętego Jana Jerozolimskiego (Prusy)
- Order Sidonii (Saksonia)
- Order Olgi (Wirtembergia)
- Order Świętej Katarzyny Męczennicy I Klasy (Rosja)
- Order Świętej Elżbiety I Klasy (Portugalia)
- Order Królowej Marii Luizy I Klasy (Hiszpania)